# Maud của Liên hiệp Anh
Maud Charlotte Mary Victoria của Liên hiệp Anh (26 tháng 11 năm 1869 – ngày 20 tháng 11 năm 1938) là Vương hậu của Na Uy với tư cách là phối ngẫu của Quốc vương Haakon VII của Na Uy. Maud là con gái út của Edward VII của Anh và Alexandra của Đan Mạch. Maud là Vương hậu đầu tiên của Na Uy kể từ 1380, khi không còn kiêm luôn Vương hậu Đan Mạch và Thụy Điển.

## Thời thơ ấu
Maud Charlotte Mary Victoria chào đời ngày 26 tháng 11 năm 1869 tại Dinh thự Marlborough, Luân Đôn. Bà là con gái thứ ba và là con thứ năm của Albert Edward, Thân vương xứ Wales, con trai cả của Victoria của Anh, và Alexandra của Đan Mạch, trưởng nữ của Christian IX của Đan Mạch. Cái tên "Maud Charlotte Mary Victoria" được đặt bởi John Jackson, Giám mục Luân Đôn, vào ngày 24 tháng 12 năm 1869 tại Nhà Marlborough. Khi ra đời, với tư cách là cháu gái dòng nam của quân chủ Liên hiệp Anh, Maud được gọi là Her Royal Highness Princess Maud of Wales (Vương tôn nữ Maud xứ Wales Điện hạ). Cha mẹ đỡ đầu của Maud gồm Vương tử Leopold (chú, đại diện bởi Công tước xứ Cambridge), Friedrich Wilhelm của Hessen-Kassel (đại diện bởi Franz xứ Teck), Bá tước Gleichen; Công tước phu nhân xứ Nassau (đại diện bởi Mary Adelaide xứ Cambridge), Karl XV của Thụy Điển (đại diện bởi Nam tước Hochschild, Bộ trưởng Thụy Điển) Thân vương phi xứ Leiningen (đại diện bởi Claudine xứ Teck), Hoàng hậu Mariya Feodorovna của Nga (dì của Maud, đại diện bởi Nam tước phu nhân de Brunnow), Thái tử phi Lovisa của Đan Mạch (đại diện bởi Madame de Bülow, vợ của Bộ trưởng Đan Mạch) và bà cố (vợ của ông chú cố) Cecilia Underwood, Công tước xứ Inverness.
Trong Vương thất, Maud được gọi là "Harry", được đặt theo tên bạn của Edward VII, Đô đốc Henry Keppel, người có công trong Chiến tranh Krym. Vương tôn nữ đã tham gia gần như tất cả các chuyến thăm hàng năm tới các cuộc họp mặt gia đình của Vương phi xứ Wales ở Đan Mạch và sau đó cùng mẹ và các chị em của mình đi du thuyền đến Na Uy và Địa Trung Hải. Bà là phù dâu trong đám cưới năm 1885 của người cô ruột Beatrice với Heinrich xứ Battenberg, và tại đám cưới của anh trai George với Mary xứ Teck năm 1893.
Maud, cùng với các chị em của mình, Victoria Alexandra và Louise, đã nhận được Huân chương Hoàng gia Ấn Độ từ bà nội Victoria của Anh vào ngày 6 tháng 8 năm 1887. Giống như các chị gái của mình, bà cũng được trao Huân chương Vương thất Victoria và Albert (Hạng nhất) và được một Huân chương của Bệnh viện St. John của Jerusalem cấp bậc Dame Grand Cross.

## Vương phi Đan Mạch
Đối với thời đó, Maud kết hôn tương đối muộn - đợi đến tuổi hai mươi mới tìm được chồng. Ban đầu, bà muốn kết hôn với một người em họ xa, Công tử Franz Joseph của Teck, em trai của chị dâu Mary. Tuy nhiên, Franz đã làm lơ với mong muốn của bà, có lẽ vì những khoản nợ cờ bạc và địa vị xã hội của ông thấp hơn Maud. Vào ngày 22 tháng 7 năm 1896, Maud kết hôn với người anh họ, Vương tôn Carl của Đan Mạch, trong nhà nguyện riêng tại Cung điện Buckingham. Vương tôn Carl là con trai thứ hai của bác ruột bà, Thái tử Frederick của Đan Mạch và Vương nữ Lovisa của Thụy Điển. Cha của cô dâu đã cho cặp đôi dinh thự Appleton trên điền trang Sandringham làm nơi ở trong những chuyến thăm thường xuyên của bà đến Anh. Chính tại đó, đứa con duy nhất của cặp vợ chồng, Vương tằng tôn Alexander, được sinh ra vào ngày 2 tháng 7 năm 1903 tại Sandringham.

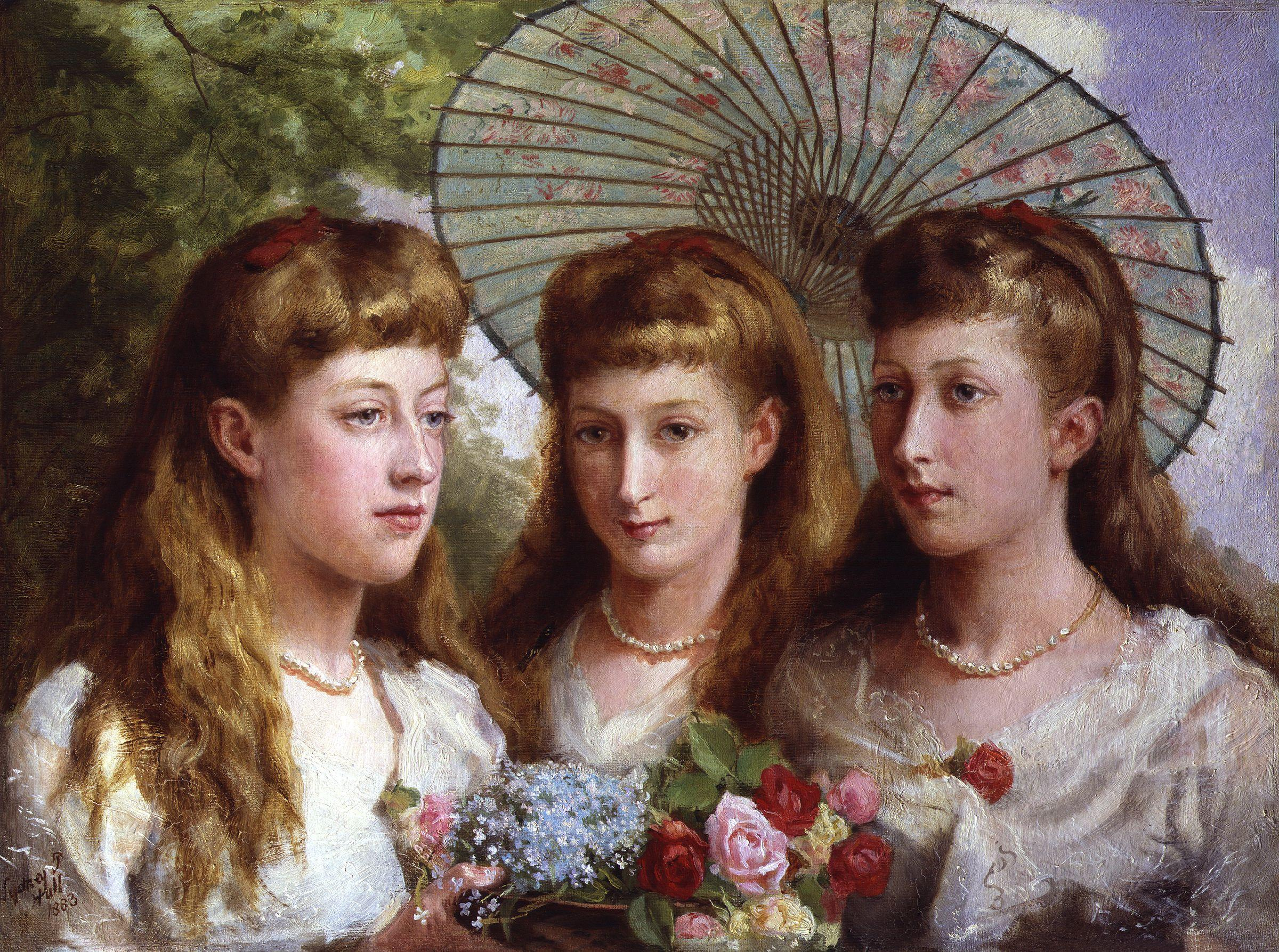
Maud khi là một thiếu nữ (giữa), cùng với 2 chị gái Victoria (trái) và Louise (phải)

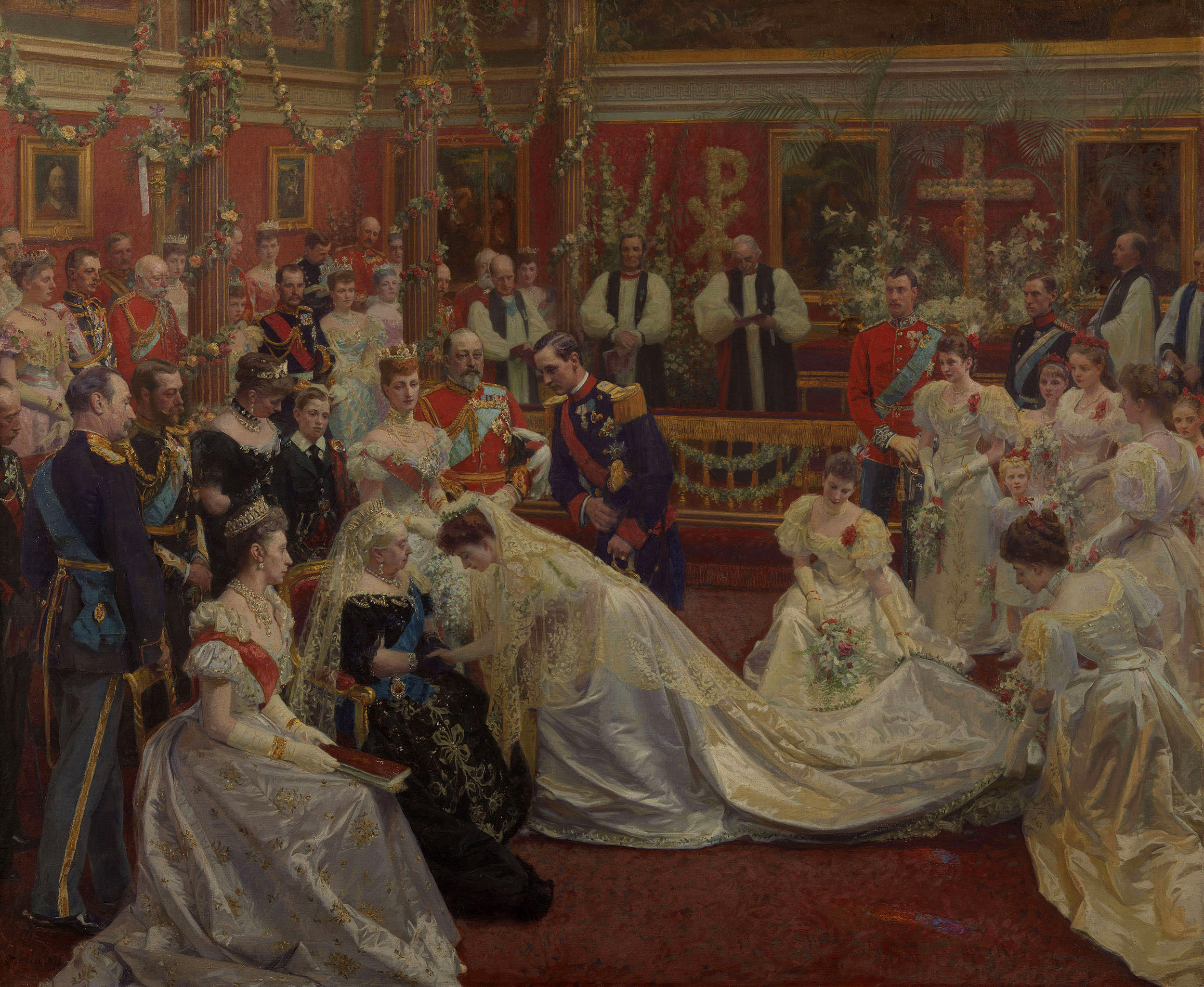
Đám cưới của Vương tôn nữ Maud xứ Wales với Vương tôn Carl của Đan Mạch

Vương tôn Carl từng là một sĩ quan trong Hải quân Vương thất Đan Mạch. Ông và gia đình sống chủ yếu ở Đan Mạch cho đến năm 1905. Tháng 6 năm 1905, Na Uy giải thể liên minh 91 năm với Thụy Điển và bỏ phiếu để trao ngai vàng cho Vương tôn Carl của Đan Mạch. Tư cách của Maud (thành viên trong vương thất Anh) là một phần lý do vì sao Carl được chọn. Sau một cuộc bầu cử vào tháng 11, Vương tôn Carl đã chấp nhận ngai vàng Na Uy và trở thành Quốc vương Haakon VII, con trai nhỏ của ông được đổi tên thành Olav. Haakon VII và Vương hậu Maud lên ngôi tại Nhà thờ Nidaros ở Trondheim vào ngày 22 tháng 6 năm 1906. Đó cũng là lễ đăng quang cuối cùng ở Scandinavia.

## Vương hậu của Na Uy
Vương hậu Maud không bao giờ đánh mất tình yêu với quê hương Anh của mình, nhưng bà nhanh chóng thích nghi với đất nước mới và nghĩa vụ của mình như một Vương hậu. Maud đã đóng một vai trò mạnh mẽ và thống trị trong triều đình và gia đình, nhưng với công chúng, bà tương đối kín đáo.
Trong những năm đầu tiên ở Na Uy, vợ chồng Quốc vương đã chụp ảnh trong trang phục dân gian Na Uy và thưởng thức các môn thể thao mùa đông như trượt tuyết, để mang đến cho họ vẻ ngoài Na Uy trong mắt công chúng. Bà không thích vai trò đại diện của mình nhưng thích thể hiện địa vị của một Vương hậu bằng việc thụ hưởng sự chăm sóc chu đáo, diện những bộ trang phục xa hoa và đeo trang sức đắt tiền để có vẻ ngoài vương giả. Vương hậu bảo trợ cho các hoạt động từ thiện, đặc biệt là những hoạt động có liên quan đến trẻ em và động vật, và khuyến khích các nhạc sĩ và nghệ sĩ. Trong số các dự án có Dronningens Hjelpekomité (Ủy ban Cứu trợ Nữ vương) trong Thế chiến I. Bà ủng hộ dự án nhà hộ sinh của Katti Anker Møller cho những người mẹ chưa chồng. Là một người đam mê cưỡi ngựa, Vương hậu Maud nhấn mạnh rằng chuồng ngựa của cung điện Vương thất ở Oslo cần được nâng cấp. Vương hậu đã tự mình giám sát phần lớn dự án này và được truyền cảm hứng rất nhiều bởi Royal Mews ở London khi chuồng ngựa được mở rộng.
Maud tiếp tục coi Vương quốc Anh là ngôi nhà thực sự của mình ngay cả sau khi đến Na Uy và bà đến thăm Anh hàng năm. Bà chủ yếu ở tại dinh thự Appleton của mình trong các chuyến thăm. Tuy nhiên, Maud cũng đánh giá cao một số khía cạnh của Na Uy, chẳng hạn như các môn thể thao mùa đông, và bà ủng hộ việc nuôi dạy con trai mình như một người Na Uy. Vương hậu đã học trượt tuyết và cho xây dựng một khu vườn mang phong cách Anh tại Kongsseteren, nhà nghỉ vương thất nhìn ra thành phố Oslo và nơi ở mùa hè tại Bygdøy. Bà được mô tả là như một người hướng ngoại tràn đầy năng lượng và thích những trò đùa thực tế như một người hướng nội. Ảnh hưởng của Vương hậu đối với chồng về chính trị không được kiểm chứng nhiều, nhưng bà được mô tả là một người mạnh mẽ và thống trị trong triều đình, mặc dù vai trò công khai của bà ít được nhìn thấy.
Lần xuất hiện công khai cuối cùng của Vương hậu Maud tại Anh là tại lễ đăng quang của Vua George VI vào tháng 5 năm 1937 tại Tu viện Westminster. Bà ngồi trong dãy ngồi của các thành viên vương thất ở Tu viện Westminster bên cạnh chị dâu là Thái hậu Mary và cháu gái Mary, Vương nữ Vương thất, như một phần của bữa tiệc vương thất chính thức.
Maud cũng có được danh tiếng về ăn mặc với gu thời trang sang trọng. Một cuộc triển lãm gồm nhiều vật phẩm từ tủ quần áo thanh lịch của bà đã được tổ chức tại Bảo tàng Victoria và Albert năm 2005 và được xuất bản trong danh mục Phong cách và Sự lộng lẫy: Tủ quần áo của Vương hậu Maud của Na Uy 1896-1938.

## Qua đời

Bức tượng của Vương hậu Maud tại Royal Palace, Oslo

Maud đến thăm Anh vào tháng 10 năm 1938. Ban đầu, bà ở lại Sandringham, nhưng sau đó chuyển đến một nhà nghỉ ở West End, Luân Đôn. Maud bị bệnh và được đưa vào viện dưỡng lão, một cuộc phẫu thuật bụng được thực hiện vào ngày 16 tháng 11 năm 1938. Vua Haakon ngay lập tức đi từ Na Uy đến đầu giường của bà. Mặc dù bà sống sót sau cuộc phẫu thuật, Maud đột ngột qua đời vì suy tim vào ngày 20 tháng 11 năm 1938, sáu ngày trước sinh nhật thứ 69 của Vương hậu (và đúng vào kỷ niệm 13 năm ngày mất của mẹ bà). Báo chí Na Uy được phép vi phạm luật cấm xuất bản vào Chủ nhật để thông báo cho công chúng Na Uy về cái chết của Vương hậu. Vua Haakon sau đó đã trả lại dinh thự Appleton cho Vương thất Anh.
Thi hài của Vương hậu Maud được đưa trở về Na Uy trên tàu HMS Royal Oak, hạm đội của Phi đội chiến đấu thứ hai của Hạm đội Nhà của Hải quân Vương thất. Thi thể của bà được chuyển đến một nhà thờ nhỏ ở Oslo trước khi chôn cất. Vương hậu Maud đã được chôn cất trong lăng mộ vương thất tại lâu đài Akershus ở Oslo. Khi qua đời, Maud là đứa con cuối cùng còn sống của Edward VII và Vương hậu Alexandra.

## Tước vị, kính xưng và Vương huy

### Tước vị và kính xưng
- 26 tháng 11 năm 1869 – 22 tháng 7 năm 1896: Her Royal Highness Princess Maud of Wales (Vương tôn nữ Maud xứ Wales Điện hạ)
- 22 tháng 7 năm 1896 – 22 tháng 1 năm 1901: Her Royal Highness Princess Charles of Denmark (Vương tức Charles của Đan Mạch Điện hạ)
- 22 tháng 7 năm 1896 – 18 tháng 11 năm 1905: Her Royal Highness The Princess Maud (Princess Charles of Denmark) [13] (Vương nữ Maud, (Vương tức Charles của Đan Mạch) Điện hạ) hay Her Royal Highness Princess Charles of Denmark [14][15][16] (Vương tức Charles của Đan Mạch Điện hạ)
- 18 tháng 11 năm 1905 – 20 tháng 11 1938: Her Majesty The Queen of Norway (Vương hậu Na Uy Bệ hạ)

### Vương huy
Sau khi kết hôn, Maud được sử dụng vương huy cá nhân là vương huy của  Vương gia huy của Vương quốc Liên hiệp Anh và Ireland, gồm có biểu tượng chiếc khiên của Công quốc Sachsen và được phân biệt bằng dải bạc argent gồm năm vạch kẻ, trong đó vạch thứ nhất, thứ ba và thứ năm có biểu tượng hoa hồng đỏ, còn vạch thứ hai và thứ tư có biểu tượng hình chữ thập đỏ. Biểu tượng chiếc khiên đã bị hủy bỏ theo sắc lệnh vương thất vào năm 1917.
| Vương huy của Maud từ năm 1896 đến năm 1917 | Huy hiệu chữ M của Maud với tư cách là Vương hậu Na Uy |

## Gia phả
| \| \| \| \| \| \| \| \| \| \| \| \| \| \| \| \| \| \| \| \| 16. George III của Liên hiệp Anh \| \| \| \| \| \| \| \| \| \| \| \| \| \| \| \| \| \| \| \| \| \| \| \| \| \| \| \| \| \| \| \| \| \| \| \| \| \| \| \| \| \| \| \| \| \| \| \| \| \| \| \| \| \| 8. Edward của Liên hiệp Anh và Hannover \| \| \| \| \| \| \| \| \| \| \| \| \| \| \| \| \| \| \| \| \| \| \| \| \| \| \| \| \| \| \| \| \| \| \| \| \| \| \| \| \| \| \| \| \| \| \| \| \| \| \| \| \| \| 17. Charlotte xứ Mecklenburg-Strelitz \| \| \| \| \| \| \| \| \| \| \| \| \| \| \| \| \| \| \| \| \| \| \| \| \| \| \| \| \| \| \| \| \| \| \| \| \| \| \| \| \| \| \| \| \| \| \| \| \| \| \| \| \| \| 4. Victoria I của Liên hiệp Anh \| \| \| \| \| \| \| \| \| \| \| \| \| \| \| \| \| \| \| \| \| \| \| \| \| \| \| \| \| \| \| \| \| \| \| \| \| \| \| \| \| \| \| \| \| \| \| \| \| \| \| \| \| \| 18. Franz I xứ Sachsen-Coburg-Saalfeld (= 20) \| \| \| \| \| \| \| \| \| \| \| \| \| \| \| \| \| \| \| \| \| \| \| \| \| \| \| \| \| \| \| \| \| \| \| \| \| \| \| \| \| \| \| \| \| \| \| \| \| \| \| \| \| \| 9. Victorie xứ Sachsen-Coburg-Saalfeld \| \| \| \| \| \| \| \| \| \| \| \| \| \| \| \| \| \| \| \| \| \| \| \| \| \| \| \| \| \| \| \| \| \| \| \| \| \| \| \| \| \| \| \| \| \| \| \| \| \| \| \| \| \| 19. Auguste Reuß xứ Ebersdorf (= 21) \| \| \| \| \| \| \| \| \| \| \| \| \| \| \| \| \| \| \| \| \| \| \| \| \| \| \| \| \| \| \| \| \| \| \| \| \| \| \| \| \| \| \| \| \| \| \| \| \| \| \| \| \| \| 2. Edward VII của Liên hiệp Anh \| \| \| \| \| \| \| \| \| \| \| \| \| \| \| \| \| \| \| \| \| \| \| \| \| \| \| \| \| \| \| \| \| \| \| \| \| \| \| \| \| \| \| \| \| \| \| \| \| \| \| \| \| \| 20. Franz I xứ Sachsen-Coburg-Saalfeld (= 18) \| \| \| \| \| \| \| \| \| \| \| \| \| \| \| \| \| \| \| \| \| \| \| \| \| \| \| \| \| \| \| \| \| \| \| \| \| \| \| \| \| \| \| \| \| \| \| \| \| \| \| \| \| \| 10. Ernst I xứ Sachsen-Coburg and Gotha \| \| \| \| \| \| \| \| \| \| \| \| \| \| \| \| \| \| \| \| \| \| \| \| \| \| \| \| \| \| \| \| \| \| \| \| \| \| \| \| \| \| \| \| \| \| \| \| \| \| \| \| \| \| 21. Auguste Reuß xứ Ebersdorf (= 19) \| \| \| \| \| \| \| \| \| \| \| \| \| \| \| \| \| \| \| \| \| \| \| \| \| \| \| \| \| \| \| \| \| \| \| \| \| \| \| \| \| \| \| \| \| \| \| \| \| \| \| \| \| \| 5. Albrecht xứ Sachsen-Coburg và Gotha \| \| \| \| \| \| \| \| \| \| \| \| \| \| \| \| \| \| \| \| \| \| \| \| \| \| \| \| \| \| \| \| \| \| \| \| \| \| \| \| \| \| \| \| \| \| \| \| \| \| \| \| \| \| 22. August I xứ Sachsen-Gotha-Altenburg \| \| \| \| \| \| \| \| \| \| \| \| \| \| \| \| \| \| \| \| \| \| \| \| \| \| \| \| \| \| \| \| \| \| \| \| \| \| \| \| \| \| \| \| \| \| \| \| \| \| \| \| \| \| 11. Luise Pauline xứ Sachsen-Gotha-Altenburg \| \| \| \| \| \| \| \| \| \| \| \| \| \| \| \| \| \| \| \| \| \| \| \| \| \| \| \| \| \| \| \| \| \| \| \| \| \| \| \| \| \| \| \| \| \| \| \| \| \| \| \| \| \| 23. Luise Charlotte xứ Mecklenburg-Schwerin \| \| \| \| \| \| \| \| \| \| \| \| \| \| \| \| \| \| \| \| \| \| \| \| \| \| \| \| \| \| \| \| \| \| \| \| \| \| \| \| \| \| \| \| \| \| \| \| \| \| \| \| \| \| 1. Maud của Liên hiệp Anh và Ireland \| \| \| \| \| \| \| \| \| \| \| \| \| \| \| \| \| \| \| \| \| \| \| \| \| \| \| \| \| \| \| \| \| \| \| \| \| \| \| \| \| \| \| \| \| \| \| \| \| \| \| \| \| \| 24. Friedrich Karl Ludwig I xứ Schleswig-Holstein-Sonderburg-Beck \| \| \| \| \| \| \| \| \| \| \| \| \| \| \| \| \| \| \| \| \| \| \| \| \| \| \| \| \| \| \| \| \| \| \| \| \| \| \| \| \| \| \| \| \| \| \| \| \| \| \| \| \| \| 12. Friedrich Wilhelm xứ Schleswig-Holstein-Sonderburg-Glücksburg \| \| \| \| \| \| \| \| \| \| \| \| \| \| \| \| \| \| \| \| \| \| \| \| \| \| \| \| \| \| \| \| \| \| \| \| \| \| \| \| \| \| \| \| \| \| \| \| \| \| \| \| \| \| 25. Friederike xứ Schlieben \| \| \| \| \| \| \| \| \| \| \| \| \| \| \| \| \| \| \| \| \| \| \| \| \| \| \| \| \| \| \| \| \| \| \| \| \| \| \| \| \| \| \| \| \| \| \| \| \| \| \| \| \| \| 6. Christian IX của Đan Mạch \| \| \| \| \| \| \| \| \| \| \| \| \| \| \| \| \| \| \| \| \| \| \| \| \| \| \| \| \| \| \| \| \| \| \| \| \| \| \| \| \| \| \| \| \| \| \| \| \| \| \| \| \| \| 26. Karl xứ Hessen-Kassel \| \| \| \| \| \| \| \| \| \| \| \| \| \| \| \| \| \| \| \| \| \| \| \| \| \| \| \| \| \| \| \| \| \| \| \| \| \| \| \| \| \| \| \| \| \| \| \| \| \| \| \| \| \| 13. Luise Karoline xứ Hessen-Kassel \| \| \| \| \| \| \| \| \| \| \| \| \| \| \| \| \| \| \| \| \| \| \| \| \| \| \| \| \| \| \| \| \| \| \| \| \| \| \| \| \| \| \| \| \| \| \| \| \| \| \| \| \| \| 27. Louise của Đan Mạch và Na Uy \| \| \| \| \| \| \| \| \| \| \| \| \| \| \| \| \| \| \| \| \| \| \| \| \| \| \| \| \| \| \| \| \| \| \| \| \| \| \| \| \| \| \| \| \| \| \| \| \| \| \| \| \| \| 3. Alexandra của Đan Mạch \| \| \| \| \| \| \| \| \| \| \| \| \| \| \| \| \| \| \| \| \| \| \| \| \| \| \| \| \| \| \| \| \| \| \| \| \| \| \| \| \| \| \| \| \| \| \| \| \| \| \| \| \| \| 28. Friedrich của Hessen-Kassel \| \| \| \| \| \| \| \| \| \| \| \| \| \| \| \| \| \| \| \| \| \| \| \| \| \| \| \| \| \| \| \| \| \| \| \| \| \| \| \| \| \| \| \| \| \| \| \| \| \| \| \| \| \| 14. Wilhelm xứ Hessen-Kassel \| \| \| \| \| \| \| \| \| \| \| \| \| \| \| \| \| \| \| \| \| \| \| \| \| \| \| \| \| \| \| \| \| \| \| \| \| \| \| \| \| \| \| \| \| \| \| \| \| \| \| \| \| \| 29. Karoline Polyxena xứ Nassau-Usingen \| \| \| \| \| \| \| \| \| \| \| \| \| \| \| \| \| \| \| \| \| \| \| \| \| \| \| \| \| \| \| \| \| \| \| \| \| \| \| \| \| \| \| \| \| \| \| \| \| \| \| \| \| \| 7. Luise của Hessen-Kassel \| \| \| \| \| \| \| \| \| \| \| \| \| \| \| \| \| \| \| \| \| \| \| \| \| \| \| \| \| \| \| \| \| \| \| \| \| \| \| \| \| \| \| \| \| \| \| \| \| \| \| \| \| \| 30. Frederik của Đan Mạch và Na Uy \| \| \| \| \| \| \| \| \| \| \| \| \| \| \| \| \| \| \| \| \| \| \| \| \| \| \| \| \| \| \| \| \| \| \| \| \| \| \| \| \| \| \| \| \| \| \| \| \| \| \| \| \| \| 15. Charlotte của Đan Mạch \| \| \| \| \| \| \| \| \| \| \| \| \| \| \| \| \| \| \| \| \| \| \| \| \| \| \| \| \| \| \| \| \| \| \| \| \| \| \| \| \| \| \| \| \| \| \| \| \| \| \| \| \| \| 31. Sophie Friederike xứ Mecklenburg-Schwerin \| \| \| \| \| \| \| \| \| \| \| \| \| \| \| \| \| \| \| \| \| \| \| \| \| \| \| \| \| \| \| \| \| \| \| \| \| \| \| \| \| \| \| \| \| \| \| \| \| \| \| \| |                                                                   |  |  |  |  |  |  |  |  |  |  |  |  |  |  |  |
| |                                                                   |  |  |  |  |  |  |  |  |  |  |  |  |  |  |  |
| | 16. George III của Liên hiệp Anh                                  |  |  |  |  |  |  |  |  |  |  |  |  |  |  |  |
| |                                                                   |  |  |  |  |  |  |  |  |  |  |  |  |  |  |  |
| |                                                                   |  |  |  |  |  |  |  |  |  |  |  |  |  |  |  |
| | 8. Edward của Liên hiệp Anh và Hannover                           |  |  |  |  |  |  |  |  |  |  |  |  |  |  |  |
| |                                                                   |  |  |  |  |  |  |  |  |  |  |  |  |  |  |  |
| |                                                                   |  |  |  |  |  |  |  |  |  |  |  |  |  |  |  |
| | 17. Charlotte xứ Mecklenburg-Strelitz                             |  |  |  |  |  |  |  |  |  |  |  |  |  |  |  |
| |                                                                   |  |  |  |  |  |  |  |  |  |  |  |  |  |  |  |
| |                                                                   |  |  |  |  |  |  |  |  |  |  |  |  |  |  |  |
| | 4. Victoria I của Liên hiệp Anh                                   |  |  |  |  |  |  |  |  |  |  |  |  |  |  |  |
| |                                                                   |  |  |  |  |  |  |  |  |  |  |  |  |  |  |  |
| |                                                                   |  |  |  |  |  |  |  |  |  |  |  |  |  |  |  |
| | 18. Franz I xứ Sachsen-Coburg-Saalfeld (= 20)                     |  |  |  |  |  |  |  |  |  |  |  |  |  |  |  |
| |                                                                   |  |  |  |  |  |  |  |  |  |  |  |  |  |  |  |
| |                                                                   |  |  |  |  |  |  |  |  |  |  |  |  |  |  |  |
| | 9. Victorie xứ Sachsen-Coburg-Saalfeld                            |  |  |  |  |  |  |  |  |  |  |  |  |  |  |  |
| |                                                                   |  |  |  |  |  |  |  |  |  |  |  |  |  |  |  |
| |                                                                   |  |  |  |  |  |  |  |  |  |  |  |  |  |  |  |
| | 19. Auguste Reuß xứ Ebersdorf (= 21)                              |  |  |  |  |  |  |  |  |  |  |  |  |  |  |  |
| |                                                                   |  |  |  |  |  |  |  |  |  |  |  |  |  |  |  |
| |                                                                   |  |  |  |  |  |  |  |  |  |  |  |  |  |  |  |
| | 2. Edward VII của Liên hiệp Anh                                   |  |  |  |  |  |  |  |  |  |  |  |  |  |  |  |
| |                                                                   |  |  |  |  |  |  |  |  |  |  |  |  |  |  |  |
| |                                                                   |  |  |  |  |  |  |  |  |  |  |  |  |  |  |  |
| | 20. Franz I xứ Sachsen-Coburg-Saalfeld (= 18)                     |  |  |  |  |  |  |  |  |  |  |  |  |  |  |  |
| |                                                                   |  |  |  |  |  |  |  |  |  |  |  |  |  |  |  |
| |                                                                   |  |  |  |  |  |  |  |  |  |  |  |  |  |  |  |
| | 10. Ernst I xứ Sachsen-Coburg and Gotha                           |  |  |  |  |  |  |  |  |  |  |  |  |  |  |  |
| |                                                                   |  |  |  |  |  |  |  |  |  |  |  |  |  |  |  |
| |                                                                   |  |  |  |  |  |  |  |  |  |  |  |  |  |  |  |
| | 21. Auguste Reuß xứ Ebersdorf (= 19)                              |  |  |  |  |  |  |  |  |  |  |  |  |  |  |  |
| |                                                                   |  |  |  |  |  |  |  |  |  |  |  |  |  |  |  |
| |                                                                   |  |  |  |  |  |  |  |  |  |  |  |  |  |  |  |
| | 5. Albrecht xứ Sachsen-Coburg và Gotha                            |  |  |  |  |  |  |  |  |  |  |  |  |  |  |  |
| |                                                                   |  |  |  |  |  |  |  |  |  |  |  |  |  |  |  |
| |                                                                   |  |  |  |  |  |  |  |  |  |  |  |  |  |  |  |
| | 22. August I xứ Sachsen-Gotha-Altenburg                           |  |  |  |  |  |  |  |  |  |  |  |  |  |  |  |
| |                                                                   |  |  |  |  |  |  |  |  |  |  |  |  |  |  |  |
| |                                                                   |  |  |  |  |  |  |  |  |  |  |  |  |  |  |  |
| | 11. Luise Pauline xứ Sachsen-Gotha-Altenburg                      |  |  |  |  |  |  |  |  |  |  |  |  |  |  |  |
| |                                                                   |  |  |  |  |  |  |  |  |  |  |  |  |  |  |  |
| |                                                                   |  |  |  |  |  |  |  |  |  |  |  |  |  |  |  |
| | 23. Luise Charlotte xứ Mecklenburg-Schwerin                       |  |  |  |  |  |  |  |  |  |  |  |  |  |  |  |
| |                                                                   |  |  |  |  |  |  |  |  |  |  |  |  |  |  |  |
| |                                                                   |  |  |  |  |  |  |  |  |  |  |  |  |  |  |  |
| | 1. Maud của Liên hiệp Anh và Ireland                              |  |  |  |  |  |  |  |  |  |  |  |  |  |  |  |
| |                                                                   |  |  |  |  |  |  |  |  |  |  |  |  |  |  |  |
| |                                                                   |  |  |  |  |  |  |  |  |  |  |  |  |  |  |  |
| | 24. Friedrich Karl Ludwig I xứ Schleswig-Holstein-Sonderburg-Beck |  |  |  |  |  |  |  |  |  |  |  |  |  |  |  |
| |                                                                   |  |  |  |  |  |  |  |  |  |  |  |  |  |  |  |
| |                                                                   |  |  |  |  |  |  |  |  |  |  |  |  |  |  |  |
| | 12. Friedrich Wilhelm xứ Schleswig-Holstein-Sonderburg-Glücksburg |  |  |  |  |  |  |  |  |  |  |  |  |  |  |  |
| |                                                                   |  |  |  |  |  |  |  |  |  |  |  |  |  |  |  |
| |                                                                   |  |  |  |  |  |  |  |  |  |  |  |  |  |  |  |
| | 25. Friederike xứ Schlieben                                       |  |  |  |  |  |  |  |  |  |  |  |  |  |  |  |
| |                                                                   |  |  |  |  |  |  |  |  |  |  |  |  |  |  |  |
| |                                                                   |  |  |  |  |  |  |  |  |  |  |  |  |  |  |  |
| | 6. Christian IX của Đan Mạch                                      |  |  |  |  |  |  |  |  |  |  |  |  |  |  |  |
| |                                                                   |  |  |  |  |  |  |  |  |  |  |  |  |  |  |  |
| |                                                                   |  |  |  |  |  |  |  |  |  |  |  |  |  |  |  |
| | 26. Karl xứ Hessen-Kassel                                         |  |  |  |  |  |  |  |  |  |  |  |  |  |  |  |
| |                                                                   |  |  |  |  |  |  |  |  |  |  |  |  |  |  |  |
| |                                                                   |  |  |  |  |  |  |  |  |  |  |  |  |  |  |  |
| | 13. Luise Karoline xứ Hessen-Kassel                               |  |  |  |  |  |  |  |  |  |  |  |  |  |  |  |
| |                                                                   |  |  |  |  |  |  |  |  |  |  |  |  |  |  |  |
| |                                                                   |  |  |  |  |  |  |  |  |  |  |  |  |  |  |  |
| | 27. Louise của Đan Mạch và Na Uy                                  |  |  |  |  |  |  |  |  |  |  |  |  |  |  |  |
| |                                                                   |  |  |  |  |  |  |  |  |  |  |  |  |  |  |  |
| |                                                                   |  |  |  |  |  |  |  |  |  |  |  |  |  |  |  |
| | 3. Alexandra của Đan Mạch                                         |  |  |  |  |  |  |  |  |  |  |  |  |  |  |  |
| |                                                                   |  |  |  |  |  |  |  |  |  |  |  |  |  |  |  |
| |                                                                   |  |  |  |  |  |  |  |  |  |  |  |  |  |  |  |
| | 28. Friedrich của Hessen-Kassel                                   |  |  |  |  |  |  |  |  |  |  |  |  |  |  |  |
| |                                                                   |  |  |  |  |  |  |  |  |  |  |  |  |  |  |  |
| |                                                                   |  |  |  |  |  |  |  |  |  |  |  |  |  |  |  |
| | 14. Wilhelm xứ Hessen-Kassel                                      |  |  |  |  |  |  |  |  |  |  |  |  |  |  |  |
| |                                                                   |  |  |  |  |  |  |  |  |  |  |  |  |  |  |  |
| |                                                                   |  |  |  |  |  |  |  |  |  |  |  |  |  |  |  |
| | 29. Karoline Polyxena xứ Nassau-Usingen                           |  |  |  |  |  |  |  |  |  |  |  |  |  |  |  |
| |                                                                   |  |  |  |  |  |  |  |  |  |  |  |  |  |  |  |
| |                                                                   |  |  |  |  |  |  |  |  |  |  |  |  |  |  |  |
| | 7. Luise của Hessen-Kassel                                        |  |  |  |  |  |  |  |  |  |  |  |  |  |  |  |
| |                                                                   |  |  |  |  |  |  |  |  |  |  |  |  |  |  |  |
| |                                                                   |  |  |  |  |  |  |  |  |  |  |  |  |  |  |  |
| | 30. Frederik của Đan Mạch và Na Uy                                |  |  |  |  |  |  |  |  |  |  |  |  |  |  |  |
| |                                                                   |  |  |  |  |  |  |  |  |  |  |  |  |  |  |  |
| |                                                                   |  |  |  |  |  |  |  |  |  |  |  |  |  |  |  |
| | 15. Charlotte của Đan Mạch                                        |  |  |  |  |  |  |  |  |  |  |  |  |  |  |  |
| |                                                                   |  |  |  |  |  |  |  |  |  |  |  |  |  |  |  |
| |                                                                   |  |  |  |  |  |  |  |  |  |  |  |  |  |  |  |
| | 31. Sophie Friederike xứ Mecklenburg-Schwerin                     |  |  |  |  |  |  |  |  |  |  |  |  |  |  |  |
| |                                                                   |  |  |  |  |  |  |  |  |  |  |  |  |  |  |  |
| |                                                                   |  |  |  |  |  |  |  |  |  |  |  |  |  |  |  |

## Liên kết
- Website of the Royal House of Norway: Queen Maud
- "Style & Splendor - Who was Queen Maud of Norway?". Victoria and Albert Museum. Truy cập ngày 4 tháng 6 năm 2007.